# فيصل بن خالد بن سلطان آل سعود
الأمير فيصل بن خالد بن سلطان بن عبد العزيز (10 جمادى الآخرة 1393 هـ / 10 يوليو 1973)، أمير منطقة الحدود الشمالية منذ 2017.

## التعليم
- تخرج من مدارس الرياض الأهلية.
- حصل على درجة البكالوريوس في العلوم السياسية من جامعة الملك سعود.
- حصل الماجستير مع مرتبة الشرف في الشئون الدولية من جامعة ماساتشوستس في مدينة بوسطن، بالولايات المتحدة الأمريكية.

## الحياة المهنية
- تم تعيينه مستشاراً في ديوان ولي العهد في عام 2006.
- في 2016 أصدر خادم الحرمين الشريفين الملك سلمان بن عبد العزيز آل سعود أمرًا بتعيينه مستشارًا بالديوان الملكي بالمرتبة الممتازة.
- في يوم الأحد 25 رجب 1438 هـ الموافق 22 أبريل 2017، صدر أمر خادم الحرمين الشريفين الملك سلمان بن عبد العزيز آل سعود بتعيينه أميرًا لمنطقة الحدود الشمالية بمرتبة وزير.[2]

## الحياة الشخصية
كان متزوج من الأميرة مضاوي بنت خالد بن عبد الله بن محمد آل سعود، وأنجبا:
- الأميرة ديم بنت فيصل بن خالد بن سلطان. متزوجة من الأمير خالد بن متعب بن عبدالله بن عبدالعزيز.[3]

ومتزوج من الأميرة سارة بنت خالد بن مساعد آل سعود، وأنجبا:
- الأميرة لولوة بنت فيصل بن خالد بن سلطان.
- الأمير خالد بن فيصل بن خالد بن سلطان.
- الأميرة لين بنت فيصل بن خالد بن سلطان.
- الأميرة نوف بنت فيصل بن خالد بن سلطان.
- الأمير سلطان بن فيصل بن خالد بن سلطان.

| سبقه مشعل بن عبد الله آل سعود | أمير منطقة الحدود الشمالية 2017 -حتى الآن | تبعه ما زال |